# Вьетнамско-тайваньские отношения
Вьетнамско-тайваньские отношения — двусторонние отношения между Вьетнамом и Китайской Республикой (Тайвань). Отношения официально не устанавливались, Ханой придерживается политики единого Китая и признает только Китайскую Народную Республику. Тем не менее, это не мешает осуществлять двусторонние визиты, миграцию населения и обмен инвестиционным капиталом между Тайванем и Вьетнамом. С 2006 года Тайвань является крупнейшим источником прямых иностранных инвестиций во Вьетнам

## История

### Отношения с Южным Вьетнамом
Южный Вьетнам признавал независимость Китайской Республики в связи с общей антикоммунистической политикой двух стран. В 1955 году правительство Нго Динь Зьема установило официальные отношения с Тайбэем. Отношения между двумя правительствами были очень близкими, гораздо ближе, чем отношения Тайваня с другими странами в Юго-Восточной Азии. Тайбэй часто посещали президенты Южного Вьетнама. Студенты из Южного Вьетнама проходили обучение на Тайване, а также Тайбэй оказывал материально-техническую поддержку Сайгону во время войны во Вьетнаме. С 1964 до 1972 год послом Тайваня в Сайгоне являлся Ху Лянь, генерал тайваньской армии со значительным военным опытом гражданской войны в Китае. Тайбэй и Сайгон были городами-побратимами. Перед падением Сайгона президент Южного Вьетнама Нгуен Ван Тхьеу бежал в Тайбэй, где его брат работал в посольстве. Президентский самолёт Эйр Вьетнама был брошен в аэропорту Тайбэя и в конечном итоге стал собственностью авиакомпании Тайваня.

### Разрыв и возобновление отношений
После ликвидации Южного Вьетнама, Тайбэй изначально не поддерживал никаких контактов с Вьетнамом, даже на уровнях частной торговли и почтовой связи. Кроме того, в 1987 году тайваньские военные расстреляли вьетнамских беженцев которые прибыли к острову на лодках. В конце 1980-х годов, к исходу Холодной войны, контакты между Ханоем и Тайбэем возобновились.
В июне 2023 г. Министерство иностранных дел Тайваня опровергло протест Вьетнама в связи с проведением Тайванем учений в акватории острова Тайпин (часть архипелага Спратли), которые, по мнению Ханоя нарушают суверенитет Вьетнама. 

## Двусторонние визиты
В 2006 году председатель Taiwan Semiconductor Manufacturing Company Моррис Чжан прибыл в Ханой в качестве специального представителя президента Чэнь Шуйбяня на форуме Азиатско-Тихоокеанского экономического сотрудничества. Моррис Чжан полетел в Ханой на президентском Боинге, на котором был изображён флаг Китайской Республики и его национальная эмблема. Это был первый случай в истории, когда тайваньский самолёт с изображением национальной символики приземлился в стране с которой у Тайваня не установлены официальные отношения.